# Rhagoletis pomonella
Rhagoletis pomonella (äppelborrfluga) är en tvåvingeart som först beskrevs av Walsh 1867.  Rhagoletis pomonella ingår i släktet Rhagoletis och familjen borrflugor. Inga underarter finns listade i Catalogue of Life. Denna art är en karantänskadegörare som har potential att orsaka omfattande skadegörelse och alla misstänkta fynd av den ska därför rapporteras till Jordbruksverket.